# Tall Cree 173A
Tall Cree 173A är ett reservat i Kanada.   Det ligger i provinsen Alberta, i den centrala delen av landet, 3 000 km väster om huvudstaden Ottawa.
I omgivningarna runt Tall Cree 173A växer i huvudsak blandskog. Trakten runt Tall Cree 173A är nära nog obefolkad, med mindre än två invånare per kvadratkilometer.